# Тимідин
Тимідин (дезокситимідин, дезоксирибозилтимін або тимін дезоксирибозид) — це піримідиновий дезоксирибонуклеозид, складається із азотистої основи тиміну та пентози дезоксирибози. Входить до складу молекули ДНК, у подвійній спіралі якої формує два водневих зв'язки із дезоксиаденозином. Оскільки дезокситимідин зустрічається майже виключно у складі ДНК (хоча присутній також у T-петлі тРНК), то префікс «дезокси-» найчастіше не вживається.
Тимідин та його похідні використовують для синхронізації культур клітин у S-фазі клітинного циклу. Також ця сполука є попередником у виготовленні поширеного антиретровірусного препарату азидотимідину (AZT). Раніше тимідин добували із сперми оселедця, зараз велику його частину отримають за допомогою мікробного синтезу. Тимідин не є токсичним, але може проявляти тератогенну дію.